# Mauro Franco Palos
Mauro Franco Palos (* 1933 oder 1934 in Juanacatlán, Jalisco) ist ein ehemaliger mexikanischer Fußballspieler auf der Position eines Stürmers.

## Leben
Mauro Franco erhielt seine erste fußballerische Ausbildung im Nachwuchsbereich seines Heimatvereins Club Deportivo Juanacatlán. Noch in der Jugend wechselte er zum Nachbarverein Club Deportivo Río Grande, der über die besseren Möglichkeiten verfügte.
Seinen ersten Profivertrag erhielt Franco 1951 beim Erstligaabsteiger Club San Sebastián de León, der zu jener Zeit ebenso in der zweitklassigen Segunda Disivión spielte wie sein nächster Verein Club Deportivo Nacional.
Zur Saison 1953/54 wechselte er in die höchste mexikanische Spielklasse, wo er bis mindestens 1957 beim Club León unter Vertrag stand, mit dem er in der Saison 1955/56 die mexikanische Fußballmeisterschaft gewann.
Zumindest in der Saison 1959/60 stand Franco beim Club Deportivo Oro unter Vertrag, bevor er zwischen 1960 und 1962 erstmals für 2 Jahre bei Atlético Morelia spielte. Nach einem Zweitligaaufenthalt beim Poza Rica FC kehrte Franco 1964 zu Atlético Morelia zurück, wo er in der Saison 1964/65 mit elf Treffern die persönliche Bestmarke seiner gesamten Laufzeit erzielte und zugleich bester Torjäger seines Vereins war. In der darauffolgenden Saison 1965/66 gelangen ihm noch einmal acht Treffer, was seiner drittbesten Spielzeit (nach der Saison 1959/60, in der er neun Tore für den Club Deportivo Oro erzielt hatte) entsprach. 1969 beendete Franco Palos seine aktive Laufbahn bei Atlético Morelia, für die er in zwei Etappen insgesamt 31 Ligatore erzielt hatte.

## Erfolge
- Mexikanischer Meister: 1955/56
- Mexikanischer Supercup: 1956